# Werner Tack
Werner H. Tack (* 4. November 1935 in Dortmund) ist ein deutscher emeritierter Professor für Psychologie der Universität des Saarlandes. Schwerpunkt seiner wissenschaftlichen Arbeit ist die Kognitionspsychologie und Kognitionswissenschaft.

## Leben
Er studierte an der Universität Hamburg, legte 1961 das Diplom in Psychologie ab und wurde 1964 zum Dr. phil. promoviert. Von 1961 bis 1970 war er als wissenschaftlicher Mitarbeiter an der Universität Hamburg tätig, bevor er 1970 als Professor an der Universität Regensburg wechselte. 1971 wurde er zum Professor für Psychologie an die Universität des Saarlandes berufen und behielt diesen Lehrstuhl bis zu seiner Emeritierung im Jahr 2004. 
In den Jahren 1977 bis 1979 war er Prodekan des Fachbereichs „Sozial- und Umweltwissenschaften“ der Universität des Saarlandes und von 1984 bis 1986 war er der erste Vizepräsident der Universität des Saarlandes. 
Als Gastwissenschaftler wirkte Tack 1975/76 am „Netherlands Institute for Advanced Study“, 1981 am „Institute of Behavioral Sciences“ der Hokkaidō-Universität in Sapporo, 1984 an der Universität Tbilisi und 1987 am Max-Planck-Institut für Bildungsforschung in Berlin.
Tack befasste sich mit den Themenbereichen „Kognitive Modellierung und Methodologie“ „Wissenserwerb und Wissensnutzung“ sowie Spieltheorie. Allerdings hat er selbst dazu nur wenig geforscht; die Publikationsliste, die er selbst ins Web gestellt hat, zeigt, dass er ab etwa 40 fast nur noch an Proceedings mit ihm in der Senior Author Position beteiligt war, aber so gut wie keine eigene Forschungspublikationen veröffentlicht hat.
Dagegen war er als Wissenschaftsmanager erfolgreich. So war er an der Einwerbung mehrerer Forschungsprojekte beteiligt, unter anderem leitete er von 1996 bis 2001 das DFG-Projekt „KNAC: Wissenserwerb und Wissensnutzung“. Er war Gründungsmitglied und Vorsitzender der Wilhelm-Wundt-Gesellschaft von 1979 bis 1989 und  Gründungsvorsitzender der Gesellschaft für Kognitionswissenschaft von 1994 bis 1996. Darüber hinaus war er Mitglied verschiedener Fachkommissionen; unter anderem übernahm er von 1995 bis 1997 den Vorsitz der „Fachkommission Fernstudium'“ der Bund-Länder-Kommission für Bildungsplanung und Forschungsförderung und war von 1980 bis 1985 Vorsitzender der Studienreformkommission Psychologie der „Ständigen Kommission für die Hochschulreform“ von Westdeutsche Rektorenkonferenz und Kultusministerkonferenz (KMK).
Darüber hinaus war er Mitglied verschiedener Fachkommissionen; unter anderem übernahm er von 1995 bis 1997 den Vorsitz der „Fachkommission Fernstudium'“ der Bund-Länder-Kommission für Bildungsplanung und Forschungsförderung und war von 1980 bis 1985 Vorsitzender der Studienreformkommission Psychologie der „Ständigen Kommission für die Hochschulreform“ von Westdeutsche Rektorenkonferenz und Kultusministerkonferenz (KMK).

## Auszeichnungen
- 2011: Ehrensenator der Universität des Saarlandes